# Drepanosticta anascephala
Drepanosticta anascephala (synoniem: Drepanosticta doisuthepensis Asahina, 1984) is een libellensoort uit de familie van de Platystictidae, onderorde juffers (Zygoptera).
De wetenschappelijke naam van de soort is voor het eerst geldig gepubliceerd in 1933 door Fraser.